# Andreas Klier
Andreas Klier, född 15 januari 1976 i München, är en tysk professionell tävlingscyklist, men är också halvsvensk med koppling till Kalmar på moderns sida.

## Karriär
Andreas Klier blev professionell med Team Nürnberger 1996 och vann samma år en etapp på Boland-Bank-Tour. Han tävlade sedan för TVM-Farm Frites mellan 1999 och 2000. Mellan 2001 och 2008 tävlade Klier för det tyska stallet T-Mobile, numera Team Columbia, som tillhör UCI ProTour. Inför säsongen 2009 blev det klart att han hade skrivit på ett kontrakt för Cervélo TestTeam. Från och med 2011 cyklar Klier för det amerikanska stallet Garmin-Sharp.
Klier vann sin första professionella tävling, GP Jef Scherens Leuven, 2002. Hans största merit är dock den belgiska vårklassikern Gent–Wevelgem som han vann 2003. I september 2007 vann han den 13:e etappen mellan Hellín och Torre-Pacheco framför Gerolsteiner-cyklisten Tom Stamsnijder i Vuelta a España.
Under säsongen 2009 slutade Klier på femte plats på Tour of Qatar bakom Tom Boonen, Heinrich Haussler, Roger Hammond och Daniel Lloyd. Ett år senare slutade han på sjätte plats på etapp 2 av Tour of Oman. Klier fick en hjärnskakning under E3 Prijs Vlaanderen-Harelbeke och fick en ofrivillig ledighet.

## Dopning
Åkte fast för dopning och var avstängd från allt tävlande mellan 12 augusti 2013 till 18 februari 2014.

## Meriter
1996
Etapp 7, Boland Bank Tour
1997
3:a, etapp 1, Bayern Rundfahrt
2:a, prolog, Hessen Rundfahrt
1998
3:a, Trofeo Soller
3:a, etapp 3a, Rheinland-Pfalz Rundfahrt
3:a, etapp 1, Hessen Rundfahrt
1999
2:a, Clasica de Sabiñanigo
2:a, etapp 1, Driedaagse van West-Vlaanderen
3:a, Circuit Franco-Belge
2000
2:a, etapp 2, Tyskland runt
3:a, etapp 1, Tirreno–Adriatico
3:a, etapp 1, Postgirot Open
2002
GP Jef Scherens
2003
Gent–Wevelgem
2005
2:a, E3 Prijs Vlaanderen
2:a, Flandern runt
2007
Etapp 13, Vuelta a España

## Stall
- Team Nürnberger 1996–1998
- TVM-Farm Frites 1999–2000
- T-Mobile Team 2001–2007
- Team Columbia 2008
- Cervélo TestTeam 2009–2010
- Garmin-Sharp 2011–